# Segunda Chamada
Segunda Chamada é uma série de televisão brasileira produzida pela O2 Filmes e exibida pela TV Globo entre 8 de outubro de 2019 e 10 de setembro de 2021. Baseada na peça teatral Conselho de Classe, de Jô Bilac, é escrita por Carla Faour e Julia Spadaccini, com colaboração de Maíra Motta, Giovana Moraes, Victor Atherino, Dino Cantelli e Marco Borges, sob direção de Breno Moreira, João Gomez e Ricardo Spencer e direção artística e geral de Joana Jabace.
Conta com Débora Bloch, Paulo Gorgulho, Hermila Guedes, Silvio Guindane e Thalita Carauta nos papéis principais.

## Produção
Diferente do restante das séries produzidas pela emissora desde 2017, que estreiam antes no Globoplay para depois irem ao ar na televisão aberta meses depois, Segunda Chamada foi escalada diretamente para a TV Globo. A escalação do elenco começou em outubro de 2018, com Débora Bloch definida como protagonista. A série foi gravada entre julho e agosto de 2019 na antiga Escola do Jockey Club de São Paulo.
Em 11 de outubro de 2019 foi confirmada a segunda temporada para 2020, mantendo no elenco apenas os professores, uma vez que haveriam novos alunos e novas histórias. Devido a pandemia de COVID-19, as gravações foram paralisadas em março de 2020, sendo retornadas em novembro do mesmo ano.

## Enredo
Após alguns anos afastada, Lúcia (Debora Bloch) volta a lecionar na Escola Estadual Carolina Maria de Jesus, assumindo a turma de Educação de jovens e adultos (EJA), tendo a difícil missão de fazer alunos com histórias difíceis a se formarem com ajuda dos professores Jaci (Paulo Gorgulho), Marco (Silvio Guindane), Eliete (Thalita Carauta) e Sônia (Hermila Guedes).

### Primeira temporada
Maicon Douglas (Felipe Simas) e Rita (Nanda Costa) tem histórias similares: foram pais na adolescência e tiveram que abandonar os estudos para trabalhar. Gislaine (Mariana Nunes) também precisou parar de estudar para se tornar prostituta e sustentar a família desempregada, porém é assediada por Léo (Leonardo Bittencourt), filho rebelde de Jace, que também aterroriza os refugiados venezuelanos Javier (Gabriel Diaz) e Alejandra (Rosalva Vanessa), que querem aprender o novo idioma. Jurema (Teca Pereira) foi impedida de estudar pelo marido na década de 1960. A travesti Natasha (Linn da Quebrada) abandonou por sofrer transfobia desde nova. Valquíria (Georgette Fadel) é uma ex-presidiária tentando reconstruir a vida. O casal de evangélicos Pedro (Vinícius de Oliveira) e Márcia (Sara Antunes) nunca tiveram oportunidades e sofrem intolerância religiosa em sala.
Já Aline (Ingrid Gaigher) vê nos estudos a possibilidade de sair da casa do namorado, de quem sofre violência. Ainda há traficante Giraia (José Trassi) aproveita o colégio para vender suas drogas e Silvio (José Dumont), um morador de rua que deseja fazer o ENEM. Em meio a todas essas histórias, Lúcia ainda enfrenta a crise no casamento com Alberto (Marcos Winter) e é assombrada pelas lembranças do filho Marcelo (Artur Volpi), que morreu aos 17 anos e que ela não imagina que namorava Paulo (Caio Blat), seu colega de trabalho e professor dele na época, que era casado com uma mulher e mantinha o relacionamento em segredo.

### Segunda temporada
Dessa vez, a Escola Estadual Carolina Maria de Jesus enfrenta uma baixa no número de matrículas, o que ameaça a existência do curso noturno, também conhecido como Educação de Jovens e Adultos (EJA). Mas os professores vão fazer de tudo para manter as aulas e acolher novos alunos – entre os quais estão pessoas em situação de rua.

## Resumo
| Temporada | Temporada | Episódios | Episódios | Originalmente lançado  | Originalmente lançado  | Originalmente lançado |
| Temporada | Temporada | Episódios | Episódios | Estreia da temporada   | Final da temporada     | Emissora              |
| --------- | --------- | --------- | --------- | ---------------------- | ---------------------- | --------------------- |
|           | 1         | 11        | 11        | 8 de outubro de 2019   | 17 de dezembro de 2019 | TV Globo              |
|           | 2         | 6         | 6         | 10 de setembro de 2021 | 10 de setembro de 2021 | Globoplay             |

## Elenco
| Legenda         | Legenda                              |
| --------------- | ------------------------------------ |
|                 | Creditado no elenco principal        |
|                 | Creditado no elenco recorrente       |
|                 | Creditado como participação especial |
| Does not appear | Personagem ausente                   |

| Intérprete           | Personagem                            | Temporadas | Temporadas |
| Intérprete           | Personagem                            | 1 (2019)   | 2 (2021)   |
| Principal            | Principal                             | Principal  | Principal  |
| -------------------- | ------------------------------------- | ---------- | ---------- |
| Débora Bloch         | Profª. Lúcia Helena Marques Rocha     |            |            |
| Paulo Gorgulho       | Diretor Jacinto Queiroz Araújo (Jaci) |            |            |
| Thalita Carauta      | Profª. Eliete Sabá                    |            |            |
| Hermila Guedes       | Profª. Sônia Gomes Teixeira           |            |            |
| Silvio Guindane      | Prof. Marco André da Silva            |            |            |
| Felipe Simas         | Maicon Douglas Pereira                |            |            |
| Nanda Costa          | Rita Maria de Cássia                  |            |            |
| Leonardo Bittencourt | Leonardo Queiróz Araújo (Léo)         |            |            |
| Mariana Nunes        | Gislaine Silva de Oliveira            |            |            |
| José Trassi          | Gedivan Rocha Lima (Giraia)           |            |            |
| Linn da Quebrada     | Natasha Pereira dos Santos            |            |            |
| Teca Pereira         | Jurema Souza da Costa                 |            |            |
| José Dumont          | Sílvio Alves Oliveira                 |            |            |
| Vinícius de Oliveira | Pedro Torres Soares                   |            |            |
| Sara Antunes         | Márcia Torres Soares                  |            |            |
| William da Costa     | Cleiton Ferrão                        |            |            |
| Gabriel Díaz         | Javier Gonzáles Barrios               |            |            |
| Rosalva Vanessa      | Alejandra Gonzáles Barrios            |            |            |
| Ingrid Gaigher       | Aline Feitosa Fernandes               |            |            |
| Georgette Fadel      | Valquíria Dias Almeida                |            |            |
| Ariane Souza         | Joelma Pinto Barbosa                  |            |            |
| Moacyr Franco        | Gilson da Silva (Gilsinho)            |            |            |
| Ângelo Antônio       | Hélio Guimarães                       |            |            |
| Pedro Wagner         | Valdinei                              |            |            |
| Rui Ricardo Diaz     | Vander Ribeiro dos Santos             |            |            |
| Vilma Melo           | Maria Expedita Bessa da Silva         |            |            |
| Rejane Faria         | Néia                                  |            |            |
| Nataly Rocha         | Evelyn                                |            |            |
| Tamirys O’Hanna      | Leandro / Leandra                     |            |            |
| Flávio Bauraqui      | Sandro                                |            |            |
| Matheus de Jesus     | Tatu                                  |            |            |
| Gustavo Luz          | Palito                                |            |            |
| Jeniffer Dias        | Antonia                               |            |            |
| Adanilo Reis         | Anuiá                                 |            |            |
| Ariclenes Barroso    | Jackson                               |            |            |
| Nena Inoue           | Carmem                                |            |            |
| Dinho Lima Flor      | Chico                                 |            |            |
| Fabiana Pimenta      | Jociane                               |            |            |
| Recorrente           |                                       |            |            |
| Otávio Müller        | Carlos Carrasco                       |            |            |
| Giulia Benite        | Giovana Gomes Carrasco                |            |            |
| Eduardo Valenta      | Julio Carrasco                        |            |            |
| Rodolfo Mesquita     | Inspetor Russo                        |            |            |
| Lígia Cortez         | Drª. Luisa                            |            |            |
| Elzio Vieira         | Wallace Cardoso                       |            |            |
| Caio Blat            | Prof. Paulo Moreira                   |            |            |
| Marcos Winter        | Dr. Alberto Marques Rocha             |            |            |
| Artur Volpi          | Marcelo Marques Rocha                 |            |            |

### Participações especiais
| Intérprete          | Personagem                 | Notas              |
| Primeira temporada  | Primeira temporada         | Primeira temporada |
| ------------------- | -------------------------- | ------------------ |
| Carol Duarte        | Solange                    | Episódio 1         |
| Sidney Santiago     | Geraldo Ferrão (Gero)      | Episódio 1         |
| Mariana Nunes       | Gislaine Silva de Oliveira | Episódio 2         |
| Demick Lopes        | Juarez                     | Episódio 2         |
| Marcos de Andrade   | Reginaldo                  | Episódio 2         |
| Mariana Nunes       | Gislaine Silva de Oliveira | Episódio 3         |
| Vanderlei Bernadino | Arlindo                    | Episódio 3         |
| Caio Laranjeira     | Caio                       | Episódio 5         |
| Edmilson Cordeiro   | Tobias                     | Episódio 5         |
| Arthur Aguiar       | Evandro                    | Episódio 6         |
| Alice Carvalho      | Fátima                     | Episódio 7         |
| Andre Luis Patricio | Glauco                     | Episódio 8         |
| Duda Carvalho       | Milena                     | Episódio 8         |
| Sidney Santiago     | Geraldo Ferrão (Gero)      | Episódio 9         |
| Julio Silverio      | Vitor da Costa             | Episódio 11        |
| Edmilson Cordeiro   | Tobias                     | Episódio 11        |
| Heraldo Firmino     | Osmar                      | Episódio 11        |
| Raquel Ferreira     | Renata                     | Episódio 11        |
| Lucélia Machiavelli | Mãe de Carlos              | Episódio 11        |
| Segunda temporada   |                            |                    |
| Francis Helena      | Edna                       | Episódio 4         |
| Esther Dias         | Dora                       | Episódio 4         |

## Episódios

### 1.ª temporada (2019)
| N.º geral | N.º na temp. | Título        | Dirigido por                 | Escrito por                    | Exibição original      | Audiência |
| --- | ------------ | ------------- | ---------------------------- | ------------------------------ | ---------------------- | --------- |
| 1 | 1            | "Episódio 1"  | João Gomez e Ricardo Spencer | Carla Faour e Julia Spadaccini | 8 de outubro de 2019   | 11,8      |
| Uma aluna abandona o seu bebê na escola e a professora Lúcia, que acaba de voltar às salas de aula, se deixa envolver pela situação e leva a criança para casa. Na mesma noite, o professor Marco André chega ao colégio e um aluno enfarta depois de tomar remédios para se manter acordado.                    |              |               |                              |                                |                        |           |
| 2 | 2            | "Episódio 2"  | João Gomez e Ricardo Spencer | Carla Faour e Julia Spadaccini | 15 de outubro de 2019  | 22,5      |
| Lúcia descobre que o pai do bebê de Solange é um matador e tenta despistá-lo quando ele vai atrás do filho, mas acaba sendo sequestrada e é salva por Jaci. Sônia recebe um presente de um aluno, mas ao recusá-lo é atacada por ele. Enquanto isso, Marco André tenta ganhar o respeito dos alunos.             |              |               |                              |                                |                        |           |
| 3 | 3            | "Episódio 3"  | João Gomez e Ricardo Spencer | Carla Faour e Julia Spadaccini | 22 de outubro de 2019  | 20,9      |
| O sumiço de uma santa provoca conflito religioso entre os alunos. Gislaine, uma aluna que é prostituta, quase perde a bolsa de estudos conquistada em um concurso, mas consegue garantir o prêmio. A aluna também faz o parto de uma colega na escola. Leo, filho de Jaci, flagra o pai beijando Lúcia.          |              |               |                              |                                |                        |           |
| 4 | 4            | "Episódio 4"  | João Gomez e Ricardo Spencer | Carla Faour e Julia Spadaccini | 29 de outubro de 2019  | 21,4      |
| Por conta de um embate entre alunos que vendem lanches durante o intervalo, o aluno Leo explode uma bomba na escola e é expulso por Jaci. Marco André repreende um aluno por fumar e é ameaçado pelo irmão dele, mas Sônia intervém. Lúcia lê uma carta escrita por Marcelo e descobre que ele tinha uma paixão. |              |               |                              |                                |                        |           |
| 5 | 5            | "Episódio 5"  | João Gomez e Ricardo Spencer | Carla Faour e Julia Spadaccini | 5 de novembro de 2019  | 22,5      |
| Tentando ajudar Rita, que passa mal por tomar um abortivo, Sônia vai para o hospital com Marco André, onde ele apresenta sua mãe adotiva, uma médica. Pedro briga na escola para defender Marcia, que é alvo de piada por amamentar em público. Lúcia vai até Milena para saber sobre Marcelo.                   |              |               |                              |                                |                        |           |
| 6 | 6            | "Episódio 6"  | João Gomez e Ricardo Spencer | Carla Faour e Julia Spadaccini | 12 de novembro de 2019 | 21,5      |
| Enquanto relembra a sensação de abalo após a morte do filho, a turma de Lúcia é assaltada por um aluno que também morre. Natasha quase desiste da apresentação na aula de teatro quando Evandro não vai vê-la, mas é incentivada por Sônia. Eliete tenta ajudar Silvio, que revela ser morador de rua.           |              |               |                              |                                |                        |           |
| 7 | 7            | "Episódio 7"  | João Gomez e Ricardo Spencer | Carla Faour e Julia Spadaccini | 19 de novembro de 2019 | 22,5      |
| Lúcia vai à casa da viúva de Maicon oferecer ajuda, o que faz com que Jaci peça para ela se ausentar da escola. O diretor também descobre que Sônia compra remédios de Giraia depois que Russo acha uma sacola no banheiro. Eliete tenta apaziguar um conflito entre Joelma e Valquíria, uma ex-presidiária.     |              |               |                              |                                |                        |           |
| 8 | 8            | "Episódio 8"  | João Gomez e Ricardo Spencer | Carla Faour e Julia Spadaccini | 26 de novembro de 2019 | 19,6      |
| Após desaconselhar Aline a denunciar o namorado por agressão, Sônia confessa a Marco André que sofre violência em casa. O professor, então, a convida para morar com ele, mas ela não vai. Na escola, Lúcia é substituída pelo professor Paulo, com quem Marcelo tinha um envolvimento antes de morrer.          |              |               |                              |                                |                        |           |
| 9 | 9            | "Episódio 9"  | João Gomez e Ricardo Spencer | Carla Faour e Julia Spadaccini | 3 de dezembro de 2019  | 20,2      |
| Ferido após um tiroteio, Gero se esconde na escola com a ajuda de Cleiton. Sônia os encontra e é feita de refém, já que Gero tem medo de ir para a prisão ao ser socorrido. Enquanto isso, Paulo revela a verdade sobre Marcelo a Lúcia e Eliete acaba gostando de Jaci depois da noite que passam juntos.       |              |               |                              |                                |                        |           |
| 10 | 10           | "Episódio 10" | João Gomez e Ricardo Spencer | Carla Faour e Julia Spadaccini | 10 de dezembro de 2019 | 20,4      |
| Lúcia descobre a verdade sobre Marcelo e Paulo, e Milena conta que Alberto sabia de tudo. Maria começa a frequentar a escola. Leo conta a Eliete sobre o caso de Lúcia e Jaci. |              |               |                              |                                |                        |           |
| 11 | 11           | "Episódio 11" | João Gomez e Ricardo Spencer | Carla Faour e Julia Spadaccini | 17 de dezembro de 2019 | 20,9      |
| Sônia e Lúcia precisam tomar decisões difíceis para recomeçar a vida. Os alunos se preparam para a formatura e Marco André faz uma descoberta importante. |              |               |                              |                                |                        |           |

### 2.ª temporada (2021)
| N.º geral | N.º na temp. | Título       | Dirigido por                                | Escrito por                    | Exibição original      | Audiência |
| --- | ------------ | ------------ | ------------------------------------------- | ------------------------------ | ---------------------- | --------- |
| 12 | 1            | "Episódio 1" | Joana Jabace, Pedro Amorim e Henrique Sauer | Carla Faour e Julia Spadaccini | 10 de setembro de 2021 | 12,1      |
| Para evitar que o curso noturno feche, Lúcia procura por novos alunos. Eliete lida com a doença de um estudante, Sônia defende um aluno indígena e Marco André enfrenta seu passado. |              |              |                                             |                                |                        |           |
| 13 | 2            | "Episódio 2" | Joana Jabace, Pedro Amorim e Henrique Sauer | Carla Faour e Julia Spadaccini | 10 de setembro de 2021 | 8,5       |
| Novos alunos se matriculam na escola, gerando conflitos. Uma funcionária tem uma atitude preconceituosa. Marco André e Eliete tentam acalmar as turmas. Jaci e Lúcia se desentendem. |              |              |                                             |                                |                        |           |
| 14 | 3            | "Episódio 3" | Joana Jabace, Pedro Amorim e Henrique Sauer | Carla Faour e Julia Spadaccini | 10 de setembro de 2021 | 11,8      |
| Eliete tem uma surpresa envolvendo um familiar, preocupando Sônia. Neia decide não abandonar a escola, incentivando outros alunos. A noite é fria e Hélio tem uma ideia inusitada. |              |              |                                             |                                |                        |           |
| 15 | 4            | "Episódio 4" | Joana Jabace, Pedro Amorim e Henrique Sauer | Carla Faour e Julia Spadaccini | 10 de setembro de 2021 | 10,2      |
| Sônia é obrigada a pedir ajuda para Carlos. Jaci se preocupa com a estrutura da escola. Walace volta ao colégio e sofre com a sua condição. Os professores se aproximam dos alunos. |              |              |                                             |                                |                        |           |
| 16 | 5            | "Episódio 5" | Joana Jabace, Pedro Amorim e Henrique Sauer | Carla Faour e Julia Spadaccini | 10 de setembro de 2021 | 7,9       |
| Jaci e Lúcia descobrem que a situação de Valdinei e Tatu é ainda mais delicada. Marco André prepara uma surpresa para Sônia (ele decide pedi-la em noivado), que se vê em mais um confronto com o ex- marido. A professora acaba assassinada a tiros dentro de uma sala de aula sem alunos. |              |              |                                             |                                |                        |           |
| 17 | 6            | "Episódio 6" | Joana Jabace, Pedro Amorim e Henrique Sauer | Carla Faour e Julia Spadaccini | 10 de setembro de 2021 | 11,9      |
| Ocorre o enterro de Sônia. A escola está em choque. Eliete e algumas alunas levantam questões sobre a violência contra mulheres. Alunos e professores se unem contra o fechamento da escola.                                                                                                |              |              |                                             |                                |                        |           |

## Exibição
A primeira temporada foi reprisada no Canal Futura de 2 de agosto até 11 de outubro de 2022, às 22h nas terças-feiras.
A segunda temporada foi exibida na TV Globo de 22 até 31 de agosto de 2023, nas noites de terças, quartas e quintas-feiras.

## Prêmios e indicações
| Ano         | Associações              | Categoria                       | Recipiente(s)                  | Resultado | Ref.   |
| ----------- | ------------------------ | ------------------------------- | ------------------------------ | --------- | ------ |
| Temporada 1 |                          |                                 |                                |           |        |
| 2019        | Prêmio APCA de Televisão | Melhor Série                    | Carla Faour e Julia Spadaccini | Venceu    | [ 20 ] |
| 2019        | Prêmio APCA de Televisão | Melhor Atriz                    | Débora Bloch                   | Venceu    | [ 20 ] |
| 2019        | Prêmio APCA de Televisão | Melhor Diretor(a)               | Joana Jabace                   | Indicada  | [ 20 ] |
| 2019        | Prêmio Faz Diferença     | Segundo Caderno/TV              | Débora Bloch                   | Venceu    | [ 21 ] |
| 2019        | Troféu UOL TV e Famosos  | Melhor Atriz                    | Débora Bloch                   | Indicada  | [ 22 ] |
| 2019        | Prêmio Contigo! Online   | Melhor Série                    | Carla Faour e Julia Spadaccini | Indicado  | [ 23 ] |
| 2019        | Prêmio Contigo! Online   | Melhor Atriz de Série           | Débora Bloch                   | Indicada  | [ 23 ] |
| 2019        | Prêmio F5                | Melhor Série de Drama           | Carla Faour e Julia Spadaccini | Indicado  | [ 24 ] |
| 2019        | Prêmio F5                | Melhor Atriz de Série Dramática | Débora Bloch                   | Indicada  | [ 24 ] |
| 2019        | Prêmio F5                | Melhor Ator de Série Dramática  | Paulo Gorgulho                 | Indicado  | [ 24 ] |
| 2019        | Prêmio F5                | Melhor Atriz/Ator Revelação     | Linn da Quebrada               | Indicada  | [ 24 ] |
| Temporada 2 |                          |                                 |                                |           |        |
| 2021        | Prêmio F5                | Melhor Atriz de Série           | Débora Bloch                   | Indicada  | [ 25 ] |
| 2021        | Prêmio Notícias da TV    | Melhor Série Nacional           | Carla Faour e Julia Spadaccini | Indicado  | [ 26 ] |
| 2021        | Prêmio Notícias da TV    | Melhor Atriz/Ator de Série      | Hermila Guedes                 | Indicada  | [ 26 ] |
| 2021        | Prêmio APCA de Televisão | Melhor Atriz                    | Débora Bloch                   | Indicada  | [ 27 ] |